# Equo compenso
Il contributo per la copia privata o equo compenso è un contributo imposto per avere il diritto di effettuare la copia privata delle opere protette dal diritto d'autore.
Riguardo al contributo per la copia privata è in atto da tempo un aspro dibattito, in quanto tassa che andrebbe a "punire" anche chi acquista supporti vergini senza tuttavia aver mai condiviso o scaricato illegalmente file coperti da copyright.

## Caratteristiche
La tariffazione può variare a seconda della legislazione delle singole nazioni. In generale, il contributo è dato da una parte del prezzo finale del prodotto sia per quanto riguarda gli apparecchi destinati alla registrazione, sia sui supporti di registrazione analogici e digitali quali CD-R, DVD-R, Hard disk, pen drive e schede di memoria; in tal caso esso viene calcolato in base alla capacità del supporto.

## Nel mondo

### Australia
In Australia la copia privata non è prevista nell'ordinamento; una legge che la consentiva, creata nel 1989, è stata in seguito dichiarata incostituzionale nel contenzioso Australian Tape Manufacturers Association Ltd versus Commonwealth.

### Canada
È previsto un corrispettivo sui supporti pari a 24 centesimi per le audiocassette di durata superiore ai 40 minuti, e di 29 centesimi per i CD (CD-R, CD-RW, ...) e MiniDisc; tale somma è destinata al Copyright Board of Canada sulla base della legislazione del Canadian copyright law.

### Stati Uniti d'America
La copia privata con finalità non commerciali di media digitali o analogici non prevede contributo. Né lo prevedono i CD vergini venduti con finalità non musicali, anche se potrebbero potenzialmente essere impiegati dall'utilizzatore finale con questo scopo.

### Europa
In Unione europea è vigente il contributo per la copia privata con l'eccezione di alcuni stati: Irlanda, Cipro, Lussemburgo e Malta, come stabilito dalla direttiva 2001/29/CE del 22 maggio 2001, direttiva che comunque riconosce ampia libertà agli Stati membri nei metodi di applicazione del contributo.
In vista di tale direttiva, il 27 febbraio del 2014, il Parlamento europeo ha approvato la risoluzione Castex: una serie di raccomandazioni non vincolanti, volte a migliorare il sistema nei confronti dei consumatori e creatori, al fine di difenderli dalla lobby dei grandi produttori internazionali. Il testo approvato presenta tra i suoi considerando il seguente: "considerando che la cultura e la creazione artistica costituiscono lo zoccolo dell'identità europea passata e presente; che in futuro esse svolgeranno un ruolo essenziale nello sviluppo economico e sociale dell'Unione europea". L'obiettivo è quello di rinnovare la copia privata, soffermandosi sui principi di equità e obbiettività, proponendo, ad esempio, l'ipotesi di utilizzare il 25% dei ricavi per la promozione delle arti creative e degli spettacoli dal vivo. Introduce, inoltre, l'ipotesi di un possibile compenso per copia privata dello storage in cloud.
Nei 22 paesi (su complessivi 27 paesi) dell'Unione europea, in cui è previsto il contributo per la copia privata, i costi per i consumatori sono pari a 600 000 000 €.

#### Germania
In Germania è previsto un corrispettivo sui dispositivi e supporti digitali, frutto di contenziosi negli anni sessanta come quello di GEMA contro Grundig.

#### Belgio
È previsto un corrispettivo per i supporti e dispositivi, da destinare all'Auvibel, secondo la ripartizione:
- 3,0% del prezzo di vendita del produttore/rivenditore per dispositivi audio/video (videoregistratore, registratore per musicassette)
- 1,5% del prezzo di vendita del produttore/rivenditore per dispositivi audio/video integrati
- 0,10 €/ora per i supporti audio/video analogici (videocassette, musicassette)
- 0,23 €/ora per i supporti audio/video digitali (Audio CD, Minidisc, casette Digital Video)
- 0,12 € per ogni CD registrabile (CD-R, CD-RW)
- 0,59 € per ogni disco DVD registrabile (DVD-R, DVD+R)

#### Finlandia
È prevista la copia privata, il cui corrispettivo è ripartito::
- secondo la durata per VHS, S-VHS e Betamax (0,0076 €/min) e per musicassette (0,005 €/min)
- secondo la capacità per CD, DVD, Blu-ray, HD DVD e MiniDisc (diverse fasce, da 0,20 euro per 1 gigabyte a 1,80 per più di 25 Gbyte) e per dispositivi di registrazione audio/video (diverse fasce, da 4 euro per 512 Mbyte a 21 per più di 250 Gbyte).

#### Francia
La copia privata è consentita, ma la sua tutela è subordinata a quella garantita alle industrie: l'orientamento secondo cui i sistemi anticopia nei prodotti costituirebbero l'esercizio del diritto d'autore, che prevale su qualsiasi altro diritto di copia, è emerso in due differenti sentenze (2004 e 2007).

#### Italia
La copia privata è una fattispecie prevista dall'ordinamento, i cui corrispettivi sono corrisposti alla SIAE; essa infatti ha il compito di riscuotere l'intera somma relativa al contributo per la copia privata e di ripartirla tra i vari beneficiari, con i criteri indicati dalla Legge 22 aprile 1941, n. 633, in materia di "Protezione del diritto d'autore e di altri diritti connessi al suo esercizio." Il contributo per la copia privata in Italia è stato originariamente disciplinato dalla Legge 5 febbraio 1992, n. 93, in materia di "Norme a favore delle imprese fonografiche e compensi per le riproduzioni private senza scopo di lucro."
Nel tempo ha subito numerose modifiche e tra le più importanti citiamo il recepimento della Direttiva europea 29/2001/CE, tramite un discutibile provvedimento approvato dal Consiglio dei Ministri il 20 dicembre del 2002, e ratificato con il decreto legislativo 68 del 9 aprile del 2003.
Il Decreto ministeriale  20 giugno 2014, in materia di "Determinazione del compenso per la riproduzione privata di fonogrammi e di videogrammi ai sensi dell'art. 71-septies della legge 22 aprile 1941, n. 633.". ha previsto il prelievo di una somma forfettaria su ogni apparecchio di memoria venduto, commisurata all'estensione della memoria stessa, da attribuire alla SIAE che poi la ripartirà tra i titolari dei diritti di privativa, con ciò consacrando una sorta di riparazione preventiva e presuntiva per l'eventualità che con tali dispositivi si copino opere coperte da privative. Con l'acquisto di un iPhone 12 compare nella fattura la voce Copyright levy e vengono addebitati 6,3 €
Il diritto al contributo per la copia privata si applica a tutti gli apparecchi e a tutti i supporti idonei alla registrazione di fonogrammi e videogrammi. Segue tabella riassuntiva:
| Compenso                                                  | Beneficiari |
| --------------------------------------------------------- | --- |
| Relativo a supporti e dispositivi di memorizzazione audio | 50% agli autori e loro aventi causa 25% ai produttori di fonogrammi 25% agli artisti interpreti o esecutori |
| Relativo a supporti e dispositivi di memorizzazione video | 30% agli autori 70% in tre parti uguali ai produttori originari di opere audiovisive, ai produttori di videogrammi, agli artisti interpreti o esecutori (la metà di quest'ultima quota è destinata ad attività di studio e di ricerca e a fini di promozione, di formazione e di sostegno professionale degli artisti interpreti o esecutori) |

La dizione "equo compenso" è inoltre utilizzata riguardo alle prestazioni professionali degli iscritti a un ordine professionale, come diritto ad un compenso economico adeguato e proporzionato alle prestazioni e al lavoro svolto.

#### Paesi Bassi
Nei Paesi Bassi la copia è permessa, a patto che sia versato un corrispettivo di:
- € 0,14/disco CD-R o CD-RW dati, oppure € 0.42/ora CD-R o CD-RW audio (€ 0,52 per 74 minuti)
- € 0,60 per DVD-R o DVD-RW (4,7 GB), oppure € 0,40 se DVD+R
- € 0,33/ora per supporti video analogici, oppure € 0,23/ora per supporti audio analogici
- MiniDisc: € 0,32/ora per i MiniDisc (€ 1.10 per Hi-MD)

#### Svezia
In Svezia la copia privata è consentita e il suo corrispettivo (Privatkopieringsersättning oppure kassettersättning) è destinato a Copyswede; la ripartizione è:
- secondo il supporto, 0,60 corone per CD-R, 0,95 per CD-RW, 2,65 per DVD-R, 4,25 per DVD-RW e DVD-RAM, 4,80 per DVD-R double layer;
- secondo la capacità, 175 corone tra 50 e 80 gigabyte di memoria, 225 tra 81 e 160 Gbyte, 250 tra 161 e 250 Gbyte, 300 corone se maggiore di 250 Gbyte.